# Makoto Yukimura
Makoto Yukimura (幸村誠?, Yukimura Makoto; Yokohama, 8 maggio 1976) è un fumettista giapponese.
Si trasferisce a Tokyo da bambino e sin dalle scuole elementari ama disegnare. Tra i suoi autori preferiti ci sono Akira Toriyama, Masami Yūki, Rumiko Takahashi, Hitoshi Iwaaki e Hisashi Sakaguchi. A vent'anni inizia la carriera di assistente presso il maestro Shin Morimura, autore del settimanale Morning. Lo stesso Morimura lo incoraggia al debutto come autore completo e a disegnare il primo episodio di Planetes, la sua opera di debutto, poi divenuto anche un anime.

## Manga e anime
- Planetes (プラネテス, 1999–2004, 4 volumi) Creatore originale di storia e disegni
- L’addio è vicino (さようならが近いので, 2004, one-shot. Pubblicato in Italia per la prima volta e ripubblicato in Giappone come capitolo extra del volume 23 di Vinland Saga)
- Vinland Saga (ヴィンランド・サガ, 2005–2025, finora 28 volumi)